# Marshall (Misuri)
Marshall es una ciudad ubicada en el condado de Saline en el estado estadounidense de Misuri. En el Censo de 2010 tenía una población de 13065 habitantes y una densidad poblacional de 490,99 personas por km².

## Geografía
Marshall se encuentra ubicada en las coordenadas 39°6′50″N 93°12′9″O / 39.11389, -93.20250. Según la Oficina del Censo de los Estados Unidos, Marshall tiene una superficie total de 26.61 km², de la cual 26.46 km² corresponden a tierra firme y (0.55%) 0.15 km² es agua.

## Demografía
Según el censo de 2010, había 13065 personas residiendo en Marshall. La densidad de población era de 490,99 hab./km². De los 13065 habitantes, Marshall estaba compuesto por el 79.2% blancos, el 7.84% eran afroamericanos, el 0.4% eran amerindios, el 0.7% eran asiáticos, el 1.2% eran isleños del Pacífico, el 7.67% eran de otras razas y el 2.99% pertenecían a dos o más razas. Del total de la población el 13.19% eran hispanos o latinos de cualquier raza.